# Conrad Soest
Conrad Soest ou Conrad von Soest (1370 — 1422) foi um mestre e pintor alemão
. Atuou na Vestfália, no chamado estilo suave, dentro do gótico internacional. Sua obra teve grande influência na pintura alemã do século XV.[carece de fontes?]